# Cecilia Berdichevsky

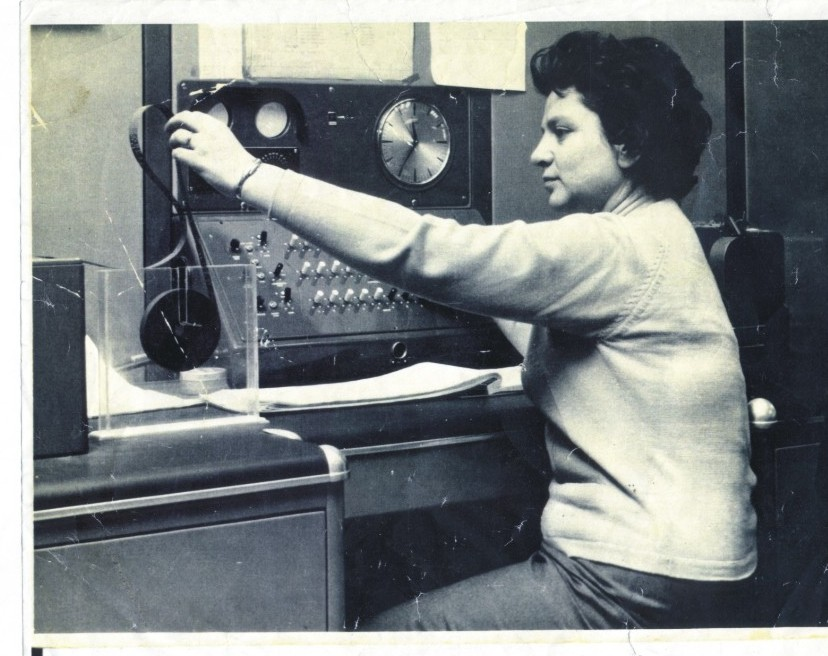
Cecilia Berdichevsky neben dem Clementina-Computer, um 1962

Cecilia Berdichevsky (* 2. Juni 1926 in Vilnius, Polen; † 27. Februar 2010 in Avellaneda, Argentinien) war eine argentinische Mathematikerin, Informatikerin und Hochschullehrerin. Sie war die erste argentinische Programmiererin.

## Leben und Werk

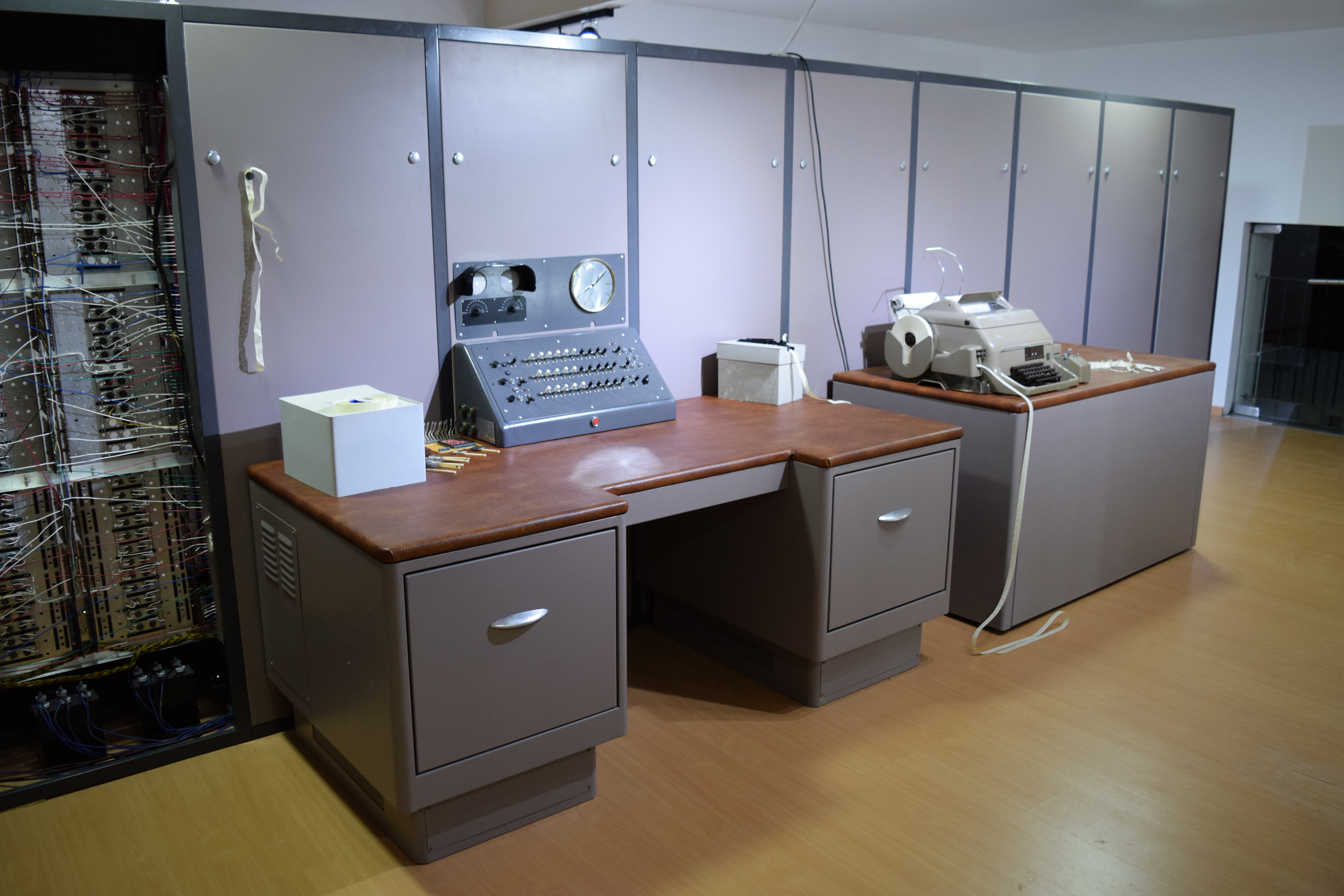
Nachbau eines Clementina-Computers, 2016

Berdichevsky wurde 1925 in Vilnius geboren, einer Stadt, die damals an Polen angeschlossen war und heute die Hauptstadt Litauens ist. Die zunehmende Feindseligkeit gegenüber der jüdischen Gemeinde veranlasste ihre Familie, nach Argentinien auszuwandern. Ihr Vater ging 1928 nach Argentinien und 1930 zogen sie und ihre Mutter zu ihrem Vater nach Avellaneda. Ihr Vater starb einige Jahre später und ihre Mutter heiratete erneut. Nach ihrem Abschluss als Wirtschaftsprüferin an der Nationalen Handelsschule von Avellaneda machte sie einen Abschluss in Wirtschaftsprüfung. Sie arbeitete dann zehn Jahre lang als Buchhalterin.
1951 heiratete sie den Gastroenterologen Mario Berdichevsky. 1955 begleitete sie ihren Mann auf einem einjährigen Einsatz in Frankreich und studierte am CEA Paris-Saclay. Zurück in Argentinien begann sie 1956 ihr Mathematikstudium zusammen mit der Tochter von Manuel Sadosky. An der Universität von Buenos Aires hatte Saosky das Calculus Institute gegründet und glaubte, dass zur Entwicklung der angewandten Mathematik ein großer Computer erforderlich sei. 1960 erreichte der erste Computer, ein Ferranti-Mercury-Computer, gebaut von der englischen Firma Ferranti, den Hafen in Argentinien. Der 18 Meter lange und 2 Meter hohe Computer wurde 1961 installiert und eröffnete den Pavillon I der neuen Universitätsstadt in Núñez (Buenos Aires). Der Spitzname der Maschine Clementina stammt von der Melodie Clementine aus Oh my darling Clementine, die damals in Europa sehr beliebt war. Die Melodie wurde vom Chefwartungsingenieur Jonas Paiuk programmiert, der auch den Tango La Cumparsita hinzufügte, damit die Maschine eine lokale Melodie hatte.

## Arbeit mit Clementina
Im selben Jahr wurde Berdichevsky mit der Berechnung der Terme einer Reihe in einem Düsenprofilproblem beauftragt, was unzählige manuelle Berechnungen erforderte. Zu dieser Zeit befand sich die Mathematikerin Cicely Popplewell, Alan Turings Mitarbeiterin, in Buenos Aires. Sie motivierte Berdichevsky, das erste Programm auszuführen, das auf dieser Maschine lief und ihr innerhalb von Sekunden das gewünschte Ergebnis lieferte.
Ihre ersten Programmierkurse erhielt Berdichevsky von Popplewell und dem spanischen Mathematiker Ernesto García Camarero. Im selben Jahr erhielt sie ein Stipendium des International Computation Centre der Universität von Buenos Aires. Das Stipendium bot eine Ausbildung von einem Jahr, sechs Monaten an der Computer Unit der University of London und sechs Monaten am CEA Paris-Saclay. An beiden dieser Orte gab es einen Ferranti Mercury-Computer. Berdichevsky reiste nach Manchester, um ihr Studium bei Popplewell fortzusetzen und war bei ihrer Rückkehr 1963 eine professionelle Programmiererin für die Clementina. Zu den Ressourcen des Computers gehörten drei Sprachen, ein Assembler namens Pig und ein Compiler, Autocode. Später wurde Comic hinzugefügt, ein im Calculus Institut generierter Compiler.
Am Calculus Institute widmete sie sich der Lehre, Forschung und Programmierung und war Leiterin der praktischen Arbeit zur Numerik I.

## Management- und Beratungskarriere
Die Militärdiktatur, die am 28. Juni 1966 den verfassungsmäßigen Präsidenten Arturo Illia stürzte, begann mit gewaltsamer Repression in allen Bereichen. Nach der Machtübernahme durch das Militär wurde die Universität von Buenos Aires im August 1966 von der Polizei angegriffen, was als Nacht der langen Stöcke bekannt wurde. Der Putsch von 1966 führte dazu, dass fast alle Mitglieder des Teams, in dem Berdichevsky arbeitete, zurücktraten. Einige wissenschaftliche Persönlichkeiten verließen das Land. Aus familiären Gründen blieb Berdichevsky in Argentinien und begann eine Management- und Beratungskarriere.
Clementina wurde demontiert, deren wenige Überreste 2006 vorübergehend in einer Geschichtsausstellung der Universität Buenos Aires ausgestellt waren. Eine Nachbildung steht im Computermuseum in der Innenstadt von Buenos Aires.
1966 verließ Berdichevsky das Calculus  Institut und arbeitete wieder als Buchhalterin. 1966 gründeten Manuel Sadosky, Rebeca Guber und Juan Chamero das Unternehmen Asesores Científico Técnicos (ACT), das wichtige rechnerische mathematische Modelle entwickelte. Von 1966 bis 1970 war Berdichevsky Direktorin von ACT und eine ihrer Beraterinnen. 1984 wurde sie stellvertretende Geschäftsführerin der Sparkasse und leitete dort das Rechenzentrum.
Sie war auch viele Jahre Mitglied von SADIO, der Argentinischen Gesellschaft für Informatik, und vertrat diese Organisation in der IFIP, International Federation of Information Processing.
Nach ihrer Pensionierung war Cecilia als Computerberaterin tätig und beteiligte sich an wichtigen Projekten in der Ostrepublik Uruguay und bei internationalen Organisationen des UNDP (Entwicklungsprogramm der Vereinten Nationen).
2007 erlitt Berdichevsky eine Gehirnblutung und starb 2010  im Alter von 83 Jahren.

## Veröffentlichungen (Auswahl)
- The Beginning of Computer Science in Argentina — Clementina – (1961–1966). History of Computing and Education 2 (HCE2), IFIP International Federation for Information Processing, vol. 215, Springer US, 2006, S. 203–215. doi:10.1007/978-0-387-34741-7_15. ISBN 978-0387346373.